# Никитино (посёлок, Боровичский район)
Никитино — посёлок в Боровичском муниципальном районе Новгородской области, относится к Травковскому сельскому поселению.
Посёлок расположен на Валдайской возвышенности, к юго-западу от Боровичей, в километре восточнее посёлка Никитено есть ещё и деревня Никитино, а южнее деревни, на линии Октябрьской железной дороги «Угловка — Боровичи» есть остановочный пункт Никитинская.

## История
До апреля 1960 года посёлок Никитино в составе Хоромского сельсовета (с центром в деревне Хоромы) Боровичского района Новгородской области. Решением Новгородского облисполкома № 296 от 9 апреля 1960 года Хоромский сельсовет был упразднён, а посёлок Никитино вошёл в состав Денесинского сельсовета, тогда-же к Денесинскому был присоединён и Сутоко-Рядокский сельсовет, центр сельсовета был перенесён в Травково, а в связи с перенесением центра из Денесино Денесинский сельсовет был переименован в Травковский.
Во время неудавшейся всесоюзной реформы по делению на сельские и промышленные районы и парторганизации, в соответствии с решениями ноябрьского (1962 года) пленума ЦК КПСС «о перестройке партийного руководства народным хозяйством» с 10 декабря 1962 года сельсовет и посёлок вошли в крупный Боровичский сельский район, а 1 февраля 1963 года административный Боровичский район был упразднён, но пленум ЦК КПСС, состоявшийся 16 ноября 1964 года, восстановил прежний принцип партийного руководства народным хозяйством, после чего Указом Верховного Совета РСФСР от 12 января 1965 года сельские районы были преобразованы вновь в административные районы и решением Новгородского облисполкома от 12 января 1965 года и Травковский сельсовет и посёлок вновь в Боровичском районе.
После прекращения деятельности Травковского сельского Совета в начале 1990-х стала действовать Администрация Травковского сельсовета, которая была упразднена с 1 января 2006 года на основании постановления Администрации города Боровичи и Боровичского района от 18 октября 2005 года и Никитино, по результатам муниципальной реформы входит в состав муниципального образования — Травковское сельское поселение Боровичского муниципального района (местное самоуправление), по административно-территориальному устройству посёлок подчинён администрации Травковского сельского поселения Боровичского района.

## Население
| 2010 |
| ---- |
| 5    |

Постоянное население деревни на 1 января 2011 года — 6 человек, хозяйств — 6.